# Сайылык (Усть-Янский улус)
Сайылы́к (якут. Сайылык) — село в Усть-Янском улусе Республики Саха (Якутия) России. Административный центр и единственный населённый пункт Силянняхского национального наслега.

## География
Село находится в северной части Якутии, в пределах Момо-Селенняхской рифтовой впадины, на левом берегу реки Селеннях, на расстоянии примерно 71 км (по прямой) к юго-западу от посёлка Депутатский, административного центра улуса. Абсолютная высота — 340 м над уровнем моря.
Климат
Климат характеризуется как приморский арктический, с продолжительной морозной зимой и коротким прохладным летом. Средняя температура воздуха самого тёплого месяца (июля) составляет 12 °C; самого холодного (января) — -32 − −40 °C. Среднегодовое количество атмосферных осадков составляет 250—300 мм. Снежный покров держится в течение 255—265 дней в году.
Часовой пояс
Село Сайылык находится в часовой зоне МСК+7. Смещение применяемого времени относительно UTC составляет +10:00.

## Население
| 1989 | 2002 | 2010 | 2012 | 2013 | 2014 | 2015 |
| ---- | ---- | ---- | ---- | ---- | ---- | ---- |
| 1300 | ↘960 | ↘771 | ↘724 | ↘679 | ↘675 | ↘670 |
| 2016 | 2017 | 2018 | 2019 | 2020 | 2021 |      |
| ↘644 | ↗652 | ↘635 | ↘589 | ↘553 | ↘550 |      |

Половой состав
По данным Всероссийской переписи населения 2010 года, в гендерной структуре населения мужчины составляли 48,9 %, женщины — соответственно 51,1 %.
Национальный состав
Согласно результатам переписи 2002 года, в национальной структуре населения якуты составляли 67 %, эвены — 27 %.

## Улицы
| - ул. Кооперативная, - ул. Лесная, - ул. Мира, - ул. Набережная, | - ул. Озёрная, - ул. Октябрьская, - ул. Паркова, - ул. Портовская, | - ул. Советская, - ул. Совхозная, - ул. Центральная. |

## Транспорт
Транспортное сообщение осуществляется по автомобильной дороге местного значения Депутатский — Сайылык, а также речным транспортом.